# Khädub Dagpa Senge
Khädub Dagpa Senge (1283–1349) byl tibetský buddhistický meditační mistr a učenec linie Kagjüpy, jedné ze čtyř hlavních škol tibetského buddhismu. Byl prvním žamarpou. Třetí karmapa Rangdžung Dordže daroval prvnímu žamarpovi Khädubovi Dagpa Sengemu červenou korunu. Toto gesto bylo uznáním, že tento příkladný žák nemá v realizaci a schopnostech sobě rovného a že se v každém ohledu vyrovná Karmapovi. Červená koruna žamarpy připomíná Karmapovu černou korunu.
V tibetském překladu mahájánové Bhadra-kalpika sútry (sútra Dobrá kalpa) je uvedena tato předpověď: „V budoucnosti přijde mahábódhisattva s rubínově červenou korunou, který vyvede davy trpících z jejich stále se opakujícího zmatku a strádání – ze sansáry.” Proroctví, jehož autorem je podle tradice samotný Buddha, se tak mělo naplnit v osobě žamarpy.
Tento bódhisattva je v Tibetu známý jako tathágata Könčhog Jönlag, neboli „Karmapa s červenou korunou.”

## Život
Jeho hlavním lamou a učitelem byl třetí karmapa, ale studoval také u padesáti dalších vysokých lamů, siddhů a překladatelů té doby. Pod zkušeným vedením svých učitelů se žamarpa začal dobře orientovat ve všech aspektech Buddhových nauk. Byl velice schopný v umění diskuse a dokázal rozptylovat pochybnosti a mylné představy.
žamarpa napsal komentáře k tantrám a k sútře Pradžňápáramita. Více než dvacet let meditoval v klášteře Tsurphu v tibetské provincii Nänang, kde zároveň učil ty, kteří opustili své světské zájmy, aby ho následovali v jeho usilování o dosažení osvícení. Pomocí praktik Šesti nauk Náropy prováděl poutníky stavy barda do čistých zemí buddhů. Poslední roky svého života strávil v meditačním odosobnění.